# Grupa literacka
Grupa literacka – nieformalny zespół pisarzy lub poetów, których łączy wspólnota programowa. Cechą charakterystyczną tego typu grupy jest publikowanie manifestów literackich, bądź skupianie się wokół czasopisma, na łamach którego członkowie grupy publikują swoje utwory.
To historycznoliterackie pojęcie było przez badaczy różnie definiowane. Stefan Kawyn w 1946 roku zaproponował, aby objąć nim wszystkie oficjalne, nieoficjalne i towarzyskie grupy, organizacje i stowarzyszenia zarówno pisarzy, jak i poetów. Stopniowo jednak zawężano je i współcześnie uważa się, że grupę literacką tworzą młodzi (na ogół) poeci, którzy mają wspólne cele artystyczne, oraz zamierzają prezentować w życiu literackim jednolite stanowisko. Jednocześnie grupa literacka nie jest organizacją o charakterze formalnym, nie posiada bowiem statutu, co odróżnia ją od wszelakich stowarzyszeń bądź związków literatów.
W latach 70. XX wieku Michał Głowiński wyróżnił dwa rodzaje takich grup:
- Grupa sytuacyjna – w której twórcy pragną wspólnie przełamać dominację starszego pokolenia literackiego, zdobywając tym samym znaczącą przewagę w życiu literackim i na rynku czytelniczym. Jednakże poeci skupieni w tego typu grupie mogą tworzyć utwory o różnej estetyce. Przykładem takiej grupy literackiej jest Skamander[1].
- Grupa programowa – dla niej najważniejszy jest program literacki, wspólnie przedyskutowany i uformowany, opublikowany zazwyczaj w postaci manifestu. W takim przypadku "sytuacyjność" grupy ma dla jej członków znaczenie drugorzędne. Przykładową grupą programową jest Awangarda Krakowska[2].

Dodatkowo niedługo później rozszerzono ten podział o typ trzeci:
- Grupa interwencyjna – priorytetem dla poetów ją tworzących jest chęć przełamania zastanej sytuacji literackiej oraz dążenie do zmiany. Przykładem takiej grupy są Próby, założone przez Stanisława Barańczaka i Ryszarda Krynickiego[1].

Według Janusza Stradeckiego grupa literacka posiada trzy fazy rozwojowe: formowanie, właściwa działalność i jej rozpad towarzyski.
Elementem istotnym dla działalności grupy jest uprawianie krytyki literackiej przez jej członków, ewentualnie przez tych krytyków, którzy są blisko związani z jej działalnością.
W epokach dawniejszych grupy literackie funkcjonowały skupione wokół dworów lub mecenasów. Ich dynamiczny rozwój przypadł jednak na okres literatury nowożytnej – począwszy od epoki romantyzmu. Wpływ na zmianę sytuacji miało postępujące zróżnicowanie życia literackiego i rozwój prasy.
Jednym z przykładów współczesnych grup literackich wykorzystujących media społecznościowe w celu konsolidacji grupy oraz szerszego komunikowania twórczości jest Grupa Literacka GomoR lub Harda Horda.